# Cottea

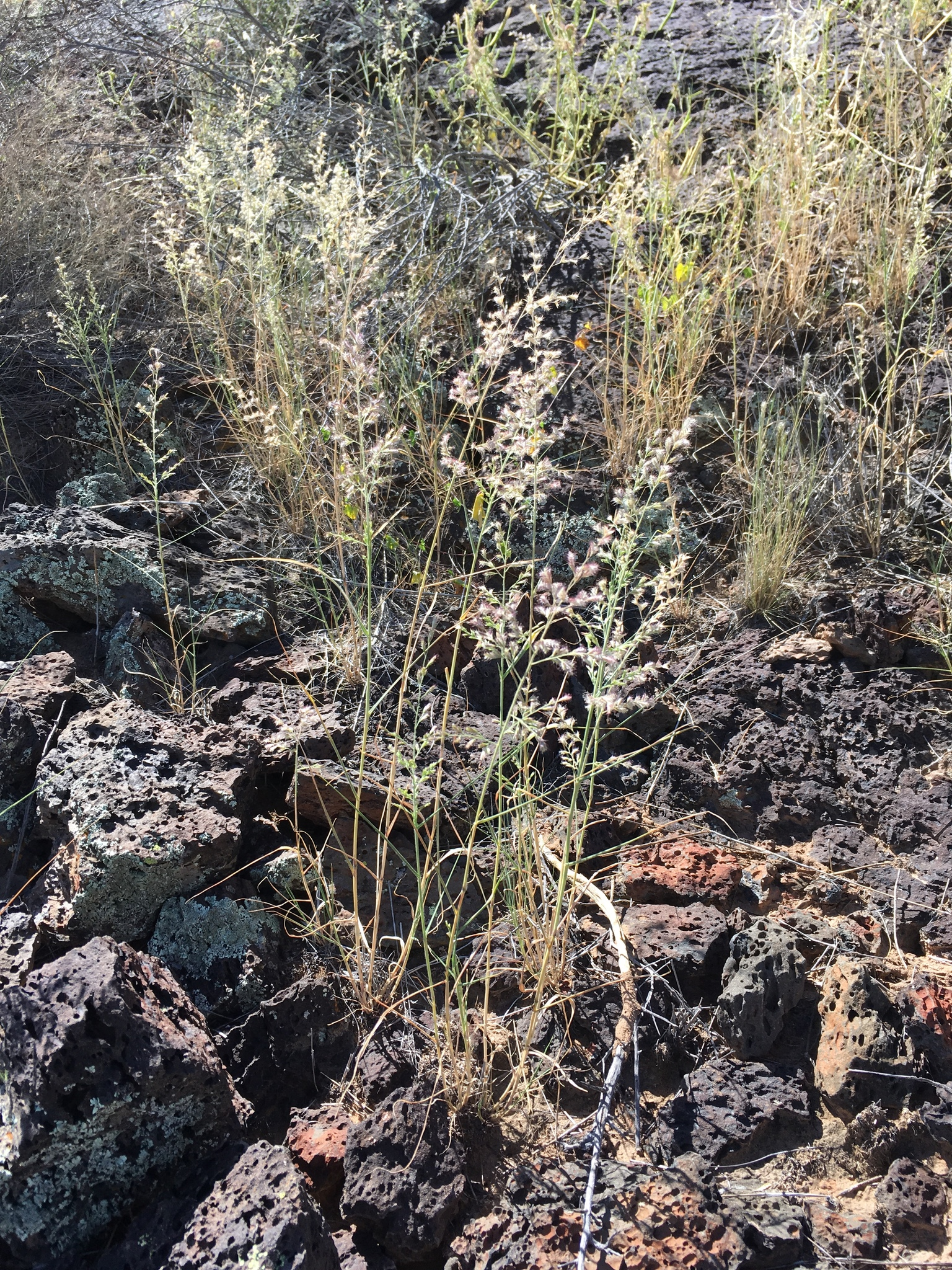
Imagem de Cottea pappophoroides

Cottea  Kunth é um género botânico pertencente à família Poaceae, subfamília Chloridoideae, tribo Pappophoreae.
Suas espécies ocorrem na América do Norte e América do Sul.

## Espécies
- Cottea pappophoroides  Kunth
- Cottea sarmentosa  Nees ex Steud.